# Ophonichius
Ophonichius is een geslacht van kevers uit de familie van de loopkevers (Carabidae). De wetenschappelijke naam van het geslacht is voor het eerst geldig gepubliceerd in 1942 door Straneo.

## Soorten
Het geslacht Ophonichius omvat de volgende soorten:
- Ophonichius gerardi (Burgeon, 1935)
- Ophonichius giaquintoi (Straneo, 1949)
- Ophonichius gigas (Straneo, 1949)